# فوزي رشيد
فوزي رشيد محمد (1931-2011)، مؤرخ وأكاديمي وعالم آثار عراقي، حصل عل شهادة بكالوريوس في علم الآثار من كلية الاداب جامعة بغداد عام 1957 بتفوق وسافر في بعثة دراسية إلى ألمانيا لينال شهادة دكتوراه في علم الآثار من جامعة هايدلبرغ في عام 1966. يعتبر الدكتور فوزي رشيد آخر عمالقة علماء الآثار والمسماريات العراقيين من جيل الرواد، ولقد امتاز بعلميته وبعراقيته الصميمة وبدماثة أخلاقه.
وقف كثيرا عند اكتشاف الكتابة المسمارية، وقواعد الكتابة السومرية والمتغيرات الصوتية اللغوية للشعب السومري وابداعته الحضارية الأولى ونشأة التقاويم وممارسات السحر والقوى الخفية وقراءة مواد شريعة حمورابي وتحليلها قانونيا، وملحمة كلكامش.كان يرى بأن سرجون الاكدي ملك الجهات الاربع، وامبراطور العالم القديم وان حمورابي موحد العراق ومجدده، كان ينتهج المنهج التاريخي نفسه الذي ينتهجه ممثلي المدرسة التاريخية العراقية المعاصرة وخاصة من حيث العودة إلى الاصول والتنصيص والتحليل وعدم الالتزام برؤية احادية وانما الاخذ بتعددية الرؤى والنظريات التاريخية.

## مناصبه
شغل منصب مدير المتحف العراقي ببغداد للفترة من 1969 -1977. ثم أصبح مديرا للدراسات والبحوث في دائرة الاثار العراقية للفترة من 1977-1987 ثم استاذا في كلية الاداب بجامعة بغداد للفترة ن 1987-1995 ثم غادر العراق ليدرس في جامعات عربية مختلفة منها جامعة السابع من ابريل في مدينة الزاوية الليبية وكان اخرها جامعة تونس المنار.

## اوسمة وتكريم
حصل على وسام المؤرخ العربي عام من اتحاد المؤرخين العرب عام 1986 وحصل على جائزة العلامة طه باقر للابداع الاثاري في دورتها الأولى عام 2012 عن مجمل أعماله كأفضل اثاري رائد وهي ارفع جائزة رسمية للعاملين في حقل العمل الاثري في العراق تمنحها وزارة السياحة والاثار العراقية، الهيئة العامة للاثار والتراث، دائرة الدراسات والبحوث.

## سيرته
اسم مِن الأسماء اللامعة في الحياة العِلمية الآثارية في العراق، إنه الدُّكتور العالم فوزي رشيد (1931-2011)، إذا كانت سنوات الحصار التي جعلت العقل العراقي الجماعي سهلاً للخرافة والشَّعوذة، والسُّلطة الغاشمة التي لا تملك سوى التَّدمير، فإن عمرت يوماً خربت عاماً، دفعا قمةً مثل فوزي رشيد إلى ترك بلاده ومادة علمه ودراساته، فإن ما سمَّي بالرَّبيع العربي عاد به ثانية إلى بلاده ليموت بعد أُسبوع مِن وصله، بعدما اغترب في ليبيا وتونس. هذا ما كتبه الوفي جعفر عبد المهدي صاحب في رحيل العلامة رشيد. ولد الدكتور فوزي رشيد عام 1936. اكمل بتفوق كلية الآداب بجامعة بغداد- قسم التاريخ- عام 1960 فحصل على بعثة دراسية لألمانيا الغربية إذ انجز الدكتوراه في الخط المسماري بجامعة هايد لبرك عام 1966. وعاد إلى الوطن ليعمل استاذا جامعيا بقسم التاريخ بجامعة بغداد. وشغل وظيفة مدير المتحف العراقي للفترة (1978- 1987) عاد بعدها للعمل بجامعة بغداد. ونظرا لظروف العراق الاقتصادية الصعبة خلال التسعينيات من القرن المنصرم سافر أستاذنا لليمن للعمل في جامعاتها، وقدم إلى ليبيا عام 1997 وعمل بجامعة السابع من أبريل في الزاوية ثم بجامعة النقاط الخمس في مدينة زوارة القريبة من الحدود التونسية.
لم يكن تقييم  الجامعات الليبية تقييما يتناسب مع مكانة هذا العالم عندما  انهيت خدماته عام 2002 بسبب بلوغه  السن الذي تسمح به القوانين  الليبية، فتلاقفته الجارة تونس، رغم فقرها مقارنة بليبيا، وعمل في الجامعات التونسية حتى عام 2010 رغم أن عمره اقترب من الثمانين عاما فلم تنهى خدماته الا بطلب شخصي منه. وهذا ما يذكرنا بما حصل أيضا مع الدكتور فاضل الجمالي عندما خدم في الجامعات التونسية كاستاذ جامعي مقتدر ولمدة تزيد على اربعين عاما وعندما وافاه الأجل المحتوم شيعته الجماهير التونسية تشييعا بهيًا وعدد المشيعين فاق عدد المشيعين الذين ظهروا وراء جنازة رئيسهم الراحل الحبيب بورقيبه.
عاش الدكتور فوزي رشيد بمفرده في تونس مع بقاء كامل عائلته في ليبيا إذ كانت زوجته تعمل في جامعة الزاوية ثم جامعة زواره وكذلك كريمته السيدة ميسون فهي مدرسة ثانوية للغة الإنجليزية. وغالبا ما كانت السيدة راجحة تذهب لزيارته في تونس ومعها بقية افراد الأسرة خصوصا خلال العطلات الصيفية. 

## أعماله
من أهم ما كتب كتابيه قواعد اللغة السومرية 1972 وقواعد اللغة الاكدية 1988 وهما من أهم كتبه في مجال اختصاصه الدقيق وهو اللغات العراقية القديمة كذلك كتب فوزي رشيد عن ظهور القوانين في هذه البلاد قبل غيرها قائلاً: «لا شيء ظهر أو سيظهر في هذا الكون الفسيح، أو في حياتنا نحن البشر، ما لم يكن له سبب، ولذلك لابد لنا، قبل أن نتحدث عن القوانين العِراقية القديمة، أن نبين أولاً السَّبب المباشر الذي أدى إلى ظهور المجتمع الكبير، ومِن ثم القانون في حياة سكان بلاد وادي الرَّافدين» (القوانين في العِراق القديم).
أما السَّبب المباشر الذي يراه علامتنا وكان وراء ظهور القانون في بلاد العِراق فيحدده بالسَّفينة الشَّراعية، يعتقد أن هذه السَّفينة قد أحدثت انقلاباً كبيراً في الحياة الاقتصادية، وأن باختراع هذه الواسطة توسعت الأسواق وتعددت المواد المتبادلة، ومنها توسع مفهوم الربح والكسب في تبادل مواد ما كانت الحيوانات قادرة على نقلها بين البلدان.
فهي واسعة الحجم وقليلة التكاليف وتصل إلى مسافات أبعد، ولما ازداد عدد السُّفن الشِّراعية وتوسعت صناعتها صارت لها موانئ ترسو فيها، وأماكن لتصلحيها، وبهذا تحولت القرية إلى مدينة. بلا شك تحتاج حياة المدينة إلى قوانين تُنظم حياة أهلها وتضبط تبادلهم التِّجاري. وبذلك يكون القانون، مثلما كتب فوزي رشيد، هو «الوليد الذي أنجبته المدينة عند ظهورها ونموها في النِّصف الثَّاني مِن الألف الرَّابع قبل الميلاد. وبهذا التشبيه للقانون، أي أنه وليد المدينة» (القوانين في العِراق القديم).
قال جعفر عبد المهدي صاحب كشاهد عيان في عِلم فوزي رشيد: «الذي ادهشني بهذا العالم أنه يصحح أرقام مواد شريعة حمورابي عن ظهر قلب، ففي يوم مِن الأيام كنت أقرأ عليه نصا من شريعة حمورابي فأخطأت في رقم المادة فنهض من كرسيه مصححا الرقم» (جعفر عبد المهدي صاحب، رحيل العلامة فوزي رشيد، موقع الحوار المتمدن).

## العضويات
- عضو في جمعية الأثار الألمانية
- اتحاد المؤرخين العرب
- جمعية المؤرخين والأثاريين العراقين
- وسام المؤرخ العربي من اتحاد المؤرخين العرب لجهوده في خدمة التاريخ العربي.[3]

## ذكراه
يبقى نُذكر بوفاء فوزي رشيد، وهو مثلما تقدم كان قامة في تراث العراق القديم، لعالم آخر وهو طه باقر (ت 1984)، يُريك كيف التَّواضع يسمَّو بالعلماء، صنف في رحيله كتاباً، ولو فعلها اليوم لتساءل المغرضون، أبطال الإسلام السِّياسي، مرضى الجذام الطَّائفي، عن مذهب كلٍّ منهما!
قال: «في ما يخص الأستاذ طه باقر فإن احترامي له يجب أن يكون أكبر مِن احترام بقية الطَّلبة، الذين درسوا على يديه، لأنه لم يك أستاذي في كلية الآداب فقط، بل كان مديري في الوقت نفسه، وعلاوة على ذلك فقد كان له الفضل الكبير في حصولي على البعثة لدراسة اللغات القديمة في جامعة هايدلبرغ في ألمانيا الغربية، ولهذا فإن مكانة الأستاذ طه باقر بالنِّسبة إلي لا يكفيها أن يحل اسمه محل اسم والدي» (فوزي رشيد، طه باقر حياته وآثاره).